# 米格爾·夸德爾諾
米格爾·夸德爾諾（英語：Miguel Cuaderno, Sr.，1890年12月12日—1975年1月14日）是第17任菲律賓財務部部長，當時菲律賓總統為曼努埃爾·羅哈斯。同時在1949年至1960年間，他還擔任菲律賓中央銀行首任行長。